# Wittekindsweg

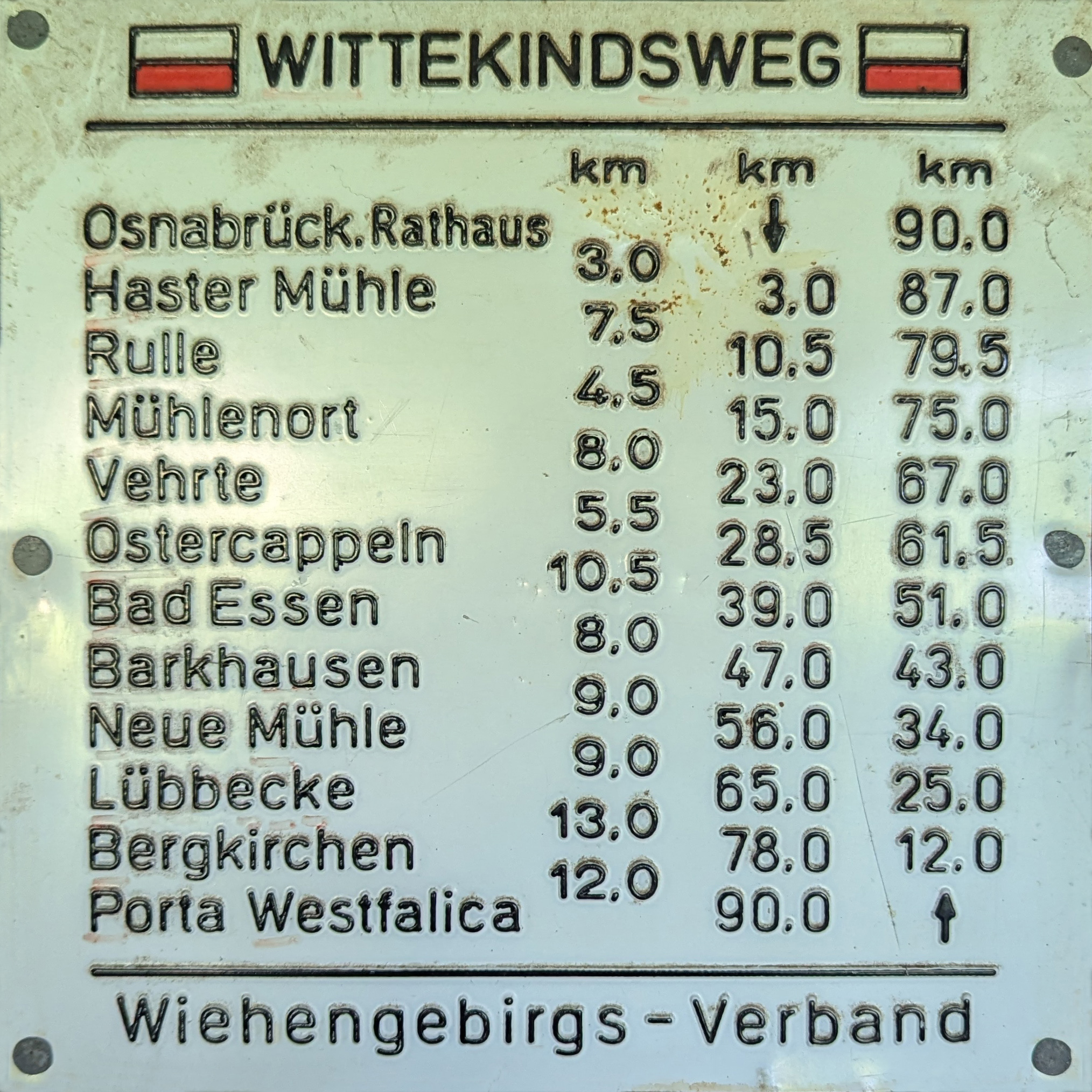
Schild mit den Streckenabschnitten

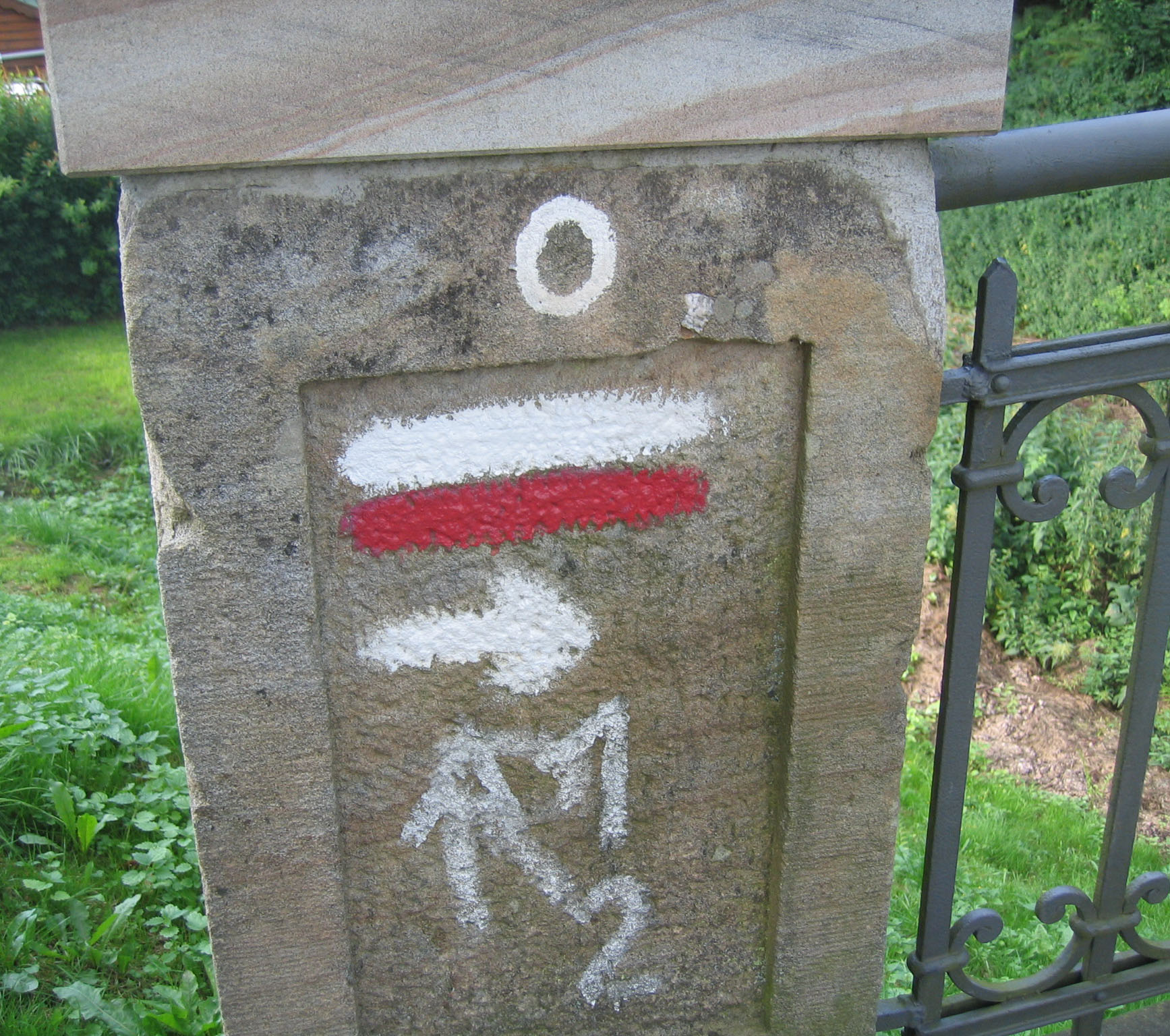
Wegmarkierung auf einer Eisenbahnbrücke bei Rödinghausen-Neue Mühle

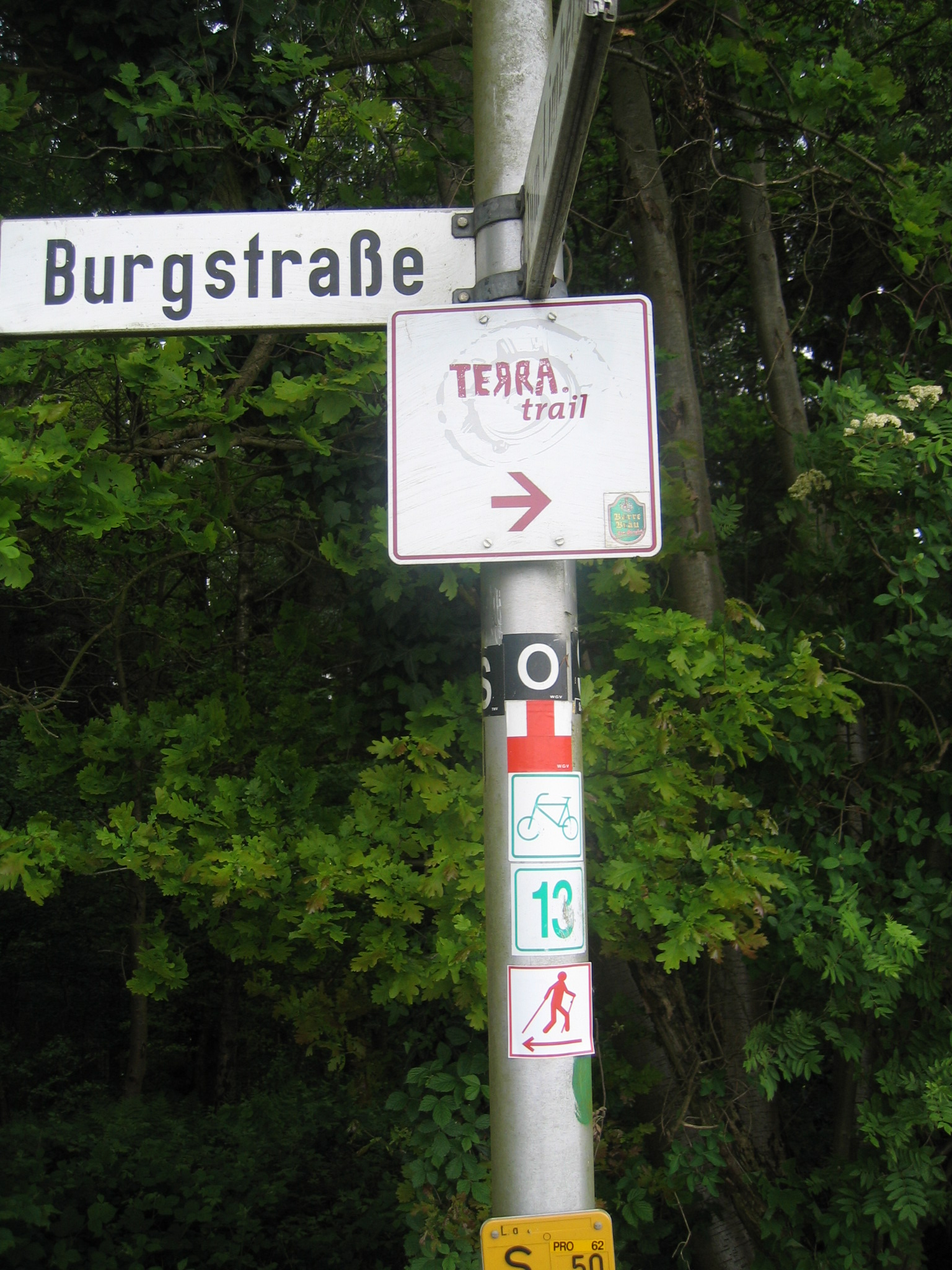
Wegmarkierung Nordvariante am Limberg

Der Wittekindsweg ist ein ausgeschilderter Wanderweg auf dem Kamm des Wiehengebirges in Niedersachsen und Nordrhein-Westfalen. Er ist ein Abschnitt des Europäischen Fernwanderwegs E11 und gehört zu den vom Wiehengebirgsverband Weser-Ems betreuten Wanderwegen. Der Weg ist nach dem Sachsenherzog Wittekind benannt.

## Markierung
Der Weg ist mit einem weiß-roten Doppelstrich () gekennzeichnet. Parallel sind auf den meisten Abschnitten gleichzeitig Markierungen des Europäischen Fernwanderwegs E11 (E11 auf Europaflagge ) angebracht. Zwischen dem Hauptkamm des Wiehengebirges und Osnabrück ist der Wittekindsweg teils (noch) als weißes „x“ auf schwarzem Grund gekennzeichnet ( X ).
Die erste durchgängige rot-weiße Markierung des Kammweges wurde bereits 1910 vom Wiehengebirgsverband angebracht.

## Verlauf
Auf gut 95 km und über rund 2600 Höhenmeter führt der Wittekindsweg von dem an der Porta Westfalica gelegenen Barkhausen im Osten über den waldreichen Kamm des Wiehengebirges beginnend am Wittekindsberg bis nach Osnabrück im Westen. Durch den Wittekindsweg werden ca. 90 % der Länge des Wiehengebirges erschlossen. Der Wittekindsweg ist gut in vier Teilstücken zu bewältigen. Das Höhenprofil weist einige Quertäler auf, die den Kamm unterbrechen. Die markantesten Einschnitte sind der Pass Horst Höhe über den der Wittekindsweg über die Wittekindsbrücke geführt wird, das Auetal bei Rödinghausen, das Tal des Drücke-Mühlenbachs bei Buer, das Huntetal bei Barkhausen und der Einschnitt für die Bundesstraße 51 bei Ostercappeln. Der östlichste Teil des Weges verläuft zunächst auf identischer Route wie der Jakobsweg Minden-Soest (). Im östlichen Teil verläuft der Weg fast durchgängig über 200 m ü. NHN. Der höchste überschrittene Punkt ist der Heidbrink (319 m ü. NHN) bei Lübbecke. Westlich vom niedersächsischen Barkhausen werden DiVa Walk () und Wittekindsweg häufig auf denselben Wegen geführt. Der westliche Teil ist flacher und verläuft in zunehmend niedrigeren Höhenlagen. Der letzte Abschnitt zwischen Rulle und Osnabrück verläuft südlich des Wiehengebirgkamms überwiegend durch das Nettetal und entlang der Hase. In diesem letzten Abschnitt südlich des Kammweges verläuft der Wittekindsweg überwiegend auf gemeinsamen Wegen mit der Via Baltica (), dem Hünenweg ( h ; ehemals Friesenweg  F ), dem Pickerweg (hier zum Teil noch mit  X  markiert) und dem DiVa Walk ().
Auf dem Weg gibt es eine Reihe von Sehenswürdigkeiten: das Kaiser-Wilhelm-Denkmal bei Porta Westfalica, der Moltketurm, die Fundamente der Kreuzkirche aus dem 10. Jahrhundert an der (westfälischen) Wittekindsburg, die Margarethenklus mit der (versiegten) Wittekindsquelle, die Kirche in Bergkirchen mit einer (weiteren) sagenhaften Wittekindsquelle, die Freilichtbühne Kahle Wart in Oberbauerschaft, das Bismarck-Denkmal am Nonnenstein, der Grüne See mit Wasserfall, die Dinosaurierfährten von Barkhausen (bei Bad Essen), die Schwarzkreidegrube, der Süntelstein und Großsteingräber bei Vehrte, die Wallfahrtskirche Rulle, die (niedersächsische) Wittekindsburg bei Rulle, die Oestringer Steine, die Gertrudenberger Höhlen, das Kloster Gertrudenberg, das Rathaus in Osnabrück und der Osnabrücker Dom.

### Varianten
Zwischen Glösinghauser Berg und Saurierfährten ist die vom Wiehengebirgsverband gewartete Nordvariante des Wittekindweges (14 km;  ┴ ) über Bad Holzhausen, Limberg mit Burg Limberg und Schwedenschanze, Eggekamm mit Wiehenturm und Schwarzer Brink eine Alternative zur Hauptroute über den Hauptkamm des Wiehengebirges mit Nonnenstein und Grünem See.
Zwischen Grünem See und Osnabrück führt der ebenfalls durch den Wiehengebirgsverband betreute Südliche Tourenweg ( + ) als Südvariante 49 km durch das Osnabrücker Hügelland bis nach Osnabrück.

### Anknüpfende und kreuzende Wege
Der westlichste Abschnitt (rund 11 km) des auslaufenden Wiehengebirges westlich von Engter mit Schleptruper Egge und Penter Egge und der bereits westlich des Stichkanals und der Hase sowie nördlich des Mittellandkanals gelegenen Larberger Egge wird nicht durch den Wittekindsweg erschlossen. Bis zum Stichkanal Osnabrück erschließt der Hünenweg ( h ) den westlichsten Abschnitt des Wiehengebirges. Zur Larberger Egge führt der Bersenbrücker-Land-Weg.
Der E11 wird in Richtung Niederlande durch den Töddenweg ( T ; 111 km) ab Osnabrück fortgesetzt. Jenseits der Weser setzt der Wesergebirgsweg ( XW ; ca. 52 km) den E11 Richtung Osten fort.
Bei Börninghausen kreuzt der Wittekindsweg den ebenfalls in Erinnerung an die Sachsen benannten Sachsenweg ( S ) und bei der Kahlen Wart den ebenfalls nach Wittekind benannten Herzogweg (Spenge-Babilonie;  Hz ).

## Erschließung
Der Wittekindsweg verläuft grob vom Bahnhof Porta Westfalica bis zum Hauptbahnhof Osnabrück. Auf seinem Weg passiert er die Haltepunkte Mesch-Neue Mühle und Osnabrück Altstadt. Die Bahnhöfe Ostercappeln und Vehrte an der Strecke Osnabrück-Bremen sind außer Betrieb. Rund zwei Kilometer nördlich des Kammwegs liegt der Bahnhof Lübbecke (Westf). Etwa fünf Kilometer nördlich des Weges liegt der Bahnhof Bohmte. Nahe der Nordvariante liegt der Bahnhof Bad Holzhausen. Personenverkehr auf der nördlich parallel zum Wittekindsweg verlaufenden Wittlager Kreisbahn zwischen Bad Holzhausen und Bohmte findet nicht mehr statt.

## Laufveranstaltungen
Der TG Werste richtet jährlich einen Staffellauf aus; mehrere Gruppen erlaufen an einem Tag den gesamten Wittekindsweg. Der TuS Bad Essen richtet einmal jährlich ebenfalls einen Wittekindslauf aus. An vier aufeinanderfolgenden Wochenenden wird dabei der Wittekindsweg in vier Etappen gelaufen.